# Pi2 Ursae Minoris
Pi2 Ursae Minoris (π2 Ursae Minoris, förkortat Pi2 UMi, π2 UMi) som är stjärnans Bayer-beteckning, är en dubbelstjärna i den mellersta delen av stjärnbilden Stora Björnen. Den har en kombinerad skenbar magnitud på +6,95 och ligger under gränsen för att vara synlig för blotta ögat. Baserat på parallaxmätningar i Hipparcos-uppdraget på 8,3 mas beräknas den befinna sig på ca 390 ljusårs (120 parsek) avstånd från solen.

## Egenskaper
Primärstjärnan Pi2 Ursae Minoris A är en gul till vit stjärna i huvudserien av spektralklass F1 V. Den har en effektiv temperatur på ca 6 900 K.
Följeslagaren Pi2 Ursae Minoris B är en stjärna av spektralklass G0 med en genomsnittlig separation av 0,464 bågsekunder från primärstjärnan och en omloppsperiod på ca 170 år.